# Ruscha Deltschewa

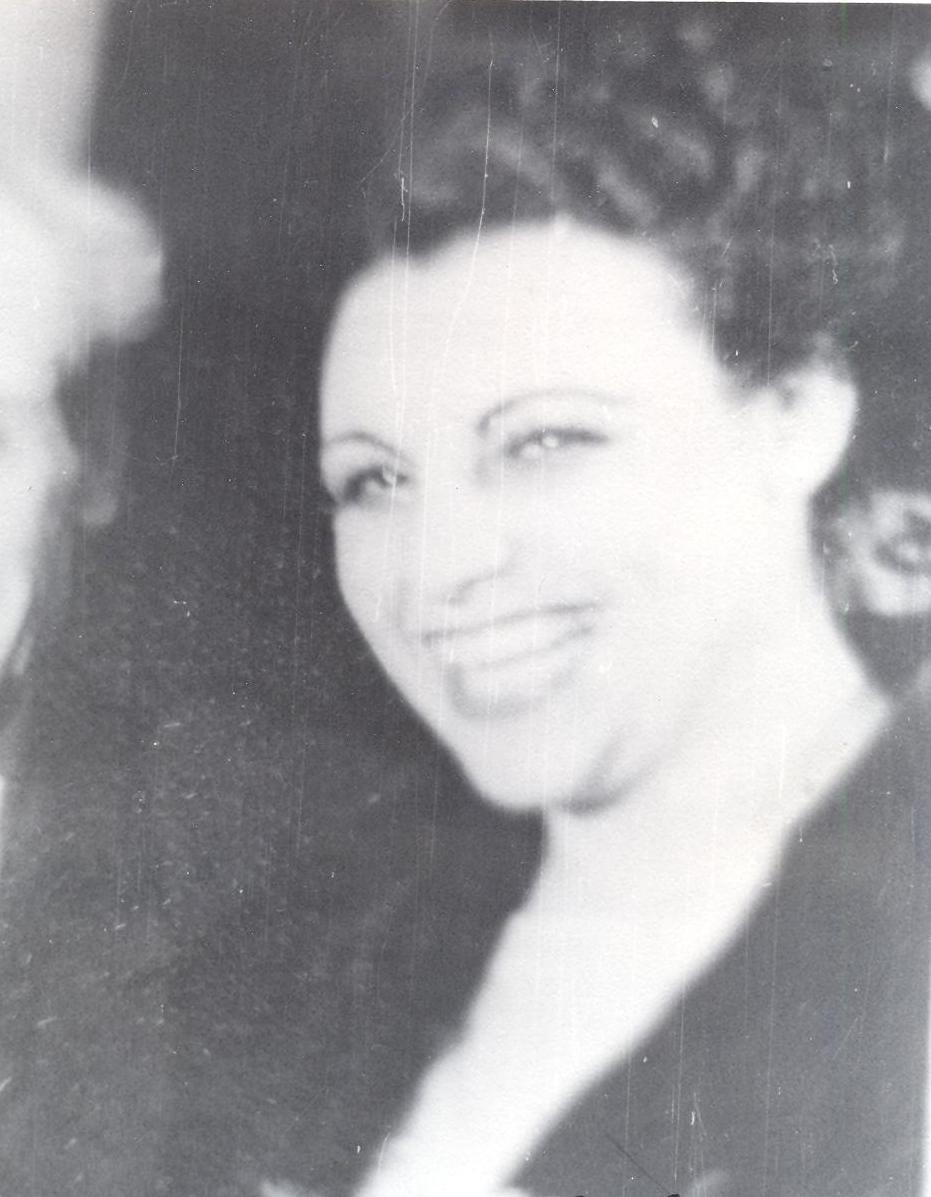
Ruscha Deltschewa in Berlin im Juni 1941

Ruscha Nikolowa Deltschewa (bulgarisch Ружа Николова Делчева; * 2. August 1915 in Stara Sagora; † 26. November 2002 in Sofia) war eine bulgarische Schauspielerin.
Ruscha Deltschewa studierte an der Akademie für dramatisches Schauspiel in Sofia von 1935 bis 1937. Von 1939 arbeitete sie bei am bulgarischen Nationaltheater.

## Filmografie
- 1969: Цар Иван Шишман/Zar Iwan Schischman
- 1957: Години за любов / Jahre für Liebe
- 1940: Те победиха / Sie haben gewonnen
- 1938: Страхил войвода / Strachil Wojwoda